# Emmental
El emmental es un queso suizo hecho de leche de vaca y con agujeros característicos. Se trata de un queso alpino proveniente del valle del río Emme (Tal en alemán significa valle). La denominación de emmental es una denominación genérica que designa este tipo de queso con independencia de su lugar de producción. Es por esta razón por lo que el verdadero queso originario se denomina emmentaler AOC para diferenciarse del resto.

## Elaboración
Se coagula mediante cuajo u otras enzimas coagulantes autorizadas. Después de cortar la cuajada en partículas del tamaño de los granos de trigo, se calienta a una temperatura mínima de 50 °C. Se fabrica en forma de grandes ruedas que se recubren con salmuera para su curado y envejecido durante un período de 3 a 6 meses. Para fabricar este tipo de queso se utilizan tres bacterias (entre ellas Propionibacterium freudenreichii), cada una de las cuales tiene su cometido, por lo que la proporción debe ser bien medida para asegurar los grados de acidez y sabor.

## Características
Puede presentarse en forma cilíndrica con una altura de 12 a 30 centímetros y de 70 a 100 centímetros de diámetro; su peso será como mínimo de 50 y máximo 52 kilos. La corteza es dura, de aspecto seco y color amarillo dorado a pardo. También los hay de forma prismática, con una altura de 12 a 30 centímetros y peso mínimo de 30 kilos; suelen estar sin corteza.
Por lo que se refiere a la pasta, es de color marfil a amarillo pálido, de textura blanda y se puede cortar fácilmente. Se caracteriza por sus curiosos ojos redondos formados por burbujas de dióxido de carbono producto de la fermentación, y que quedan atrapadas durante su fabricación. Se presentan en número variable y distribuidos regularmente, con tamaños entre 1 y 3 centímetros.
Su sabor y aroma es suave, parecido al de la nuez. La maduración requiere un mínimo de sesenta días a partir de su fabricación. Normalmente el queso emmental deberá conservar sus características a una temperatura de 15 °C durante un mes por lo menos, a partir del momento en que está listo para el consumo.

## Producción
El emmental es originalmente un queso de los Alpes suizos y llamado así en el valle del río Emme (Cantón de Berna). Este queso puede ser considerado el primer queso europeo, pues de su cuna en Suiza, el emmental es hoy fabricado - bajo el nombre genérico de emmental - en Alemania, Austria, Francia, Finlandia, Dinamarca e Irlanda. 
Durante mucho tiempo, la producción del emmental era distribuida bajo el nombre genérico de Gruyère.
La producción total en Europa llega a las 490.000 toneladas y representa más o menos el 6 % de la colecta de leche de esos países. Francia es el primer productor de emmental en forma de ruedas de 75 a 80 kg, con una producción total de 242.345 toneladas en 1998 (+36 % desde 1983), lo que valoriza en un 12 % la producción nacional de leche. El 14 % de la producción francesa es exportada. 
Los franceses y los suizos consumen unos 3,3 kg al año, y los alemanes 1,3 kg. Este queso es uno de los más utilizados en toda la gastronomía europea gracias a su gran fama.
Hay dos emmental franceses protegidos con IGP a nivel europeo:
- emmental de Savoie
- emmental français est-central

Otros emmental son: 
- el emmental por excelencia, que es el de Suiza, conocido como queso suizo por todo el mundo.
- emmental Français Sélection (Borgoña).
- Allgäuer emmentaler (Baviera).

Desde 2022, la denominación de origen "Emmentaler" cuenta con reconocimiento ante la Organización Mundial de la Propiedad Intelectual (OMPI).

## Servir
Su periodo de degustación óptima es entre mayo y octubre, luego de la curación que dura tres meses, aunque también es excelente de abril a diciembre. 